# Piotr Abakanowicz
Piotr Abakanowicz, ps. Barski, Grządziel, Grey (ur. 21 czerwca 1889 w Warszawie, zm. 1 czerwca 1948 we Wronkach) – podpułkownik pilot Wojska Polskiego, żołnierz Narodowych Sił Zbrojnych.

## Życiorys
Był synem Piotra, oficera gwardii carskiej; rodzina pieczętowała się herbem Awdaniec. Ukończył gimnazjum w Kijowie (1909),  Kijowski Korpus Kadetów, a następnie od 1 czerwca 1909 roku do 6 sierpnia 1912 roku (według niektórych źródeł do 6 czerwca 1911 roku) uczył się w Pawłowskiej Szkole Wojskowej w Petersburgu, którą zakończył w pierwszej kategorii . Po jej ukończeniu rozpoczął służbę w 48 Odeskim Pułku Piechoty. 9 sierpnia 1913 roku został przeniesiony do Wołyńskiego Pułku Lejbgwardii w stopniu podporucznika. 
Po wybuchu I wojny światowej wraz z pułkiem walczył na terenie Prus Wschodnich. W grudniu 1914 roku został ciężko ranny pod Łodzią. Po rekonwalescencji służył od października 1915 roku w zapasowym batalionie 3 Dywizji Gwardii. W sierpniu 1916 na własną prośbę został przeniesiony do lotnictwa. W grudniu 1916 roku po ukończeniu Oficerskiej Szkoły Lotnictwa w Gatczynie został wysłany do Anglii na kurs pilotów instruktorów. Powrócił do Rosji. 19 kwietnia 1917 roku mianowany do stopnia kapitana; od września 1917 roku służył w formacjach lotniczych armii carskiej.

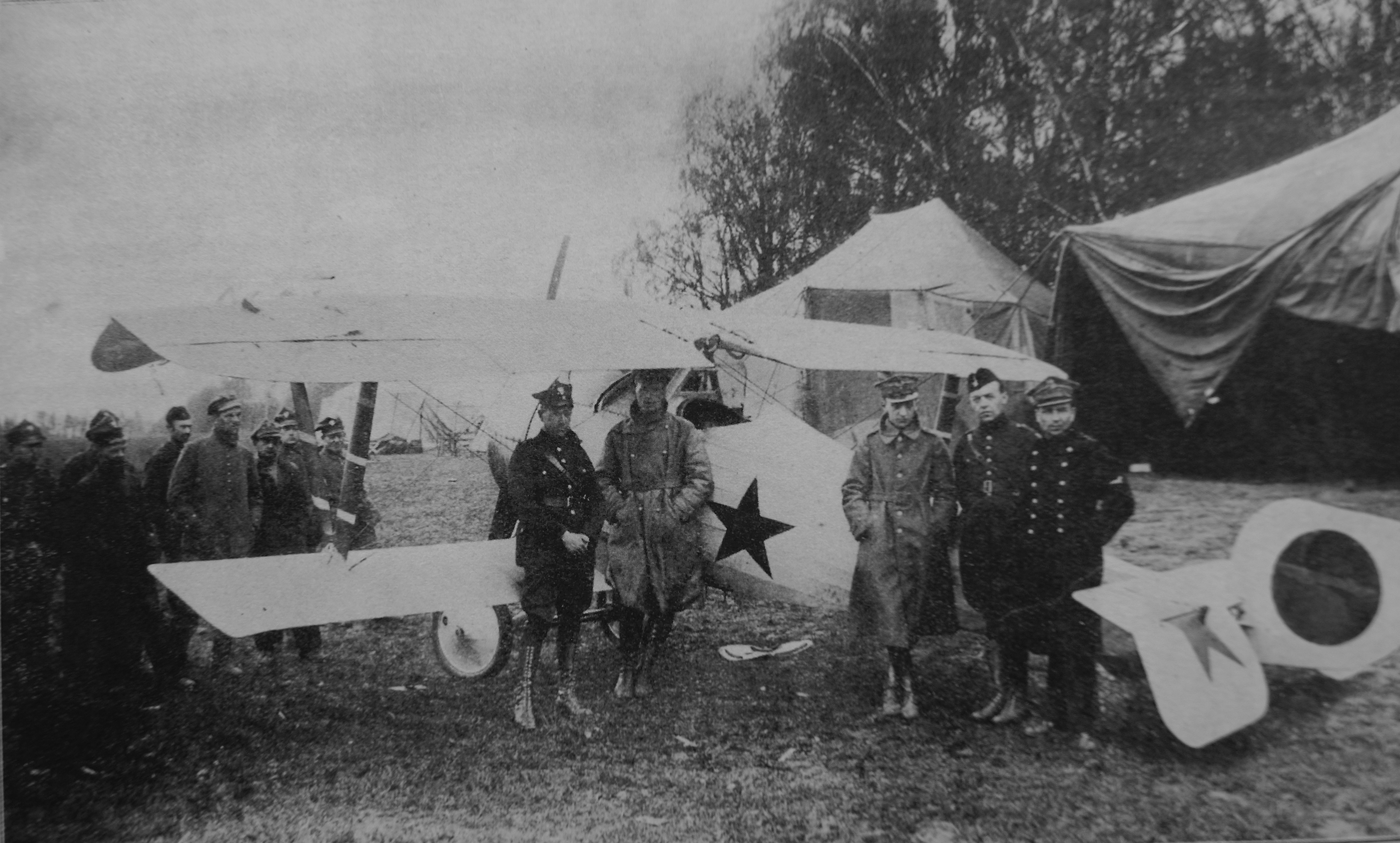
Przylot Piotra Abakanowicza na lotnisko 14-ej eskadry w Żodzinie

## Służba w Wojsku Polskim
W styczniu 1918 roku ppłk Abakanowicz zgłosił się do służby w I Korpusie Polskim gen. Józefa Dowbor-Muśnickiego, w którym sformował i dowodził eskadrą 16 samolotów (o nazwie Awiacja I Korpusu). W czerwcu 1918 roku, gdy I Korpus został zmuszony do złożenia broni, rozkazał spalić samoloty, aby nie zostały przejęte przez wojska niemieckie. Podczas próby przedostania się do Francji został aresztowany przez bolszewików, ale uwolniono go pod warunkiem wstąpienia do lotnictwa sowieckiego. Wcielono go do zgrupowania Aleksjeja Szyrinkina. Po skierowaniu jego eskadry na front polski, 1 maja 1920 roku podczas lotu odłączył się od grupy i wylądował myśliwcem Nieuport 24bis na polskim lotnisku wojskowym w Żodzinie koło Borysowa. 14 sierpnia 1920 roku zgłosił się do służby w Wojsku Polskim, 19 maja 1921 roku został oczyszczony z zarzutu zdrady przez Polski Oficerski Trybunał Orzekający, który przywrócił mu stopień pułkownika.

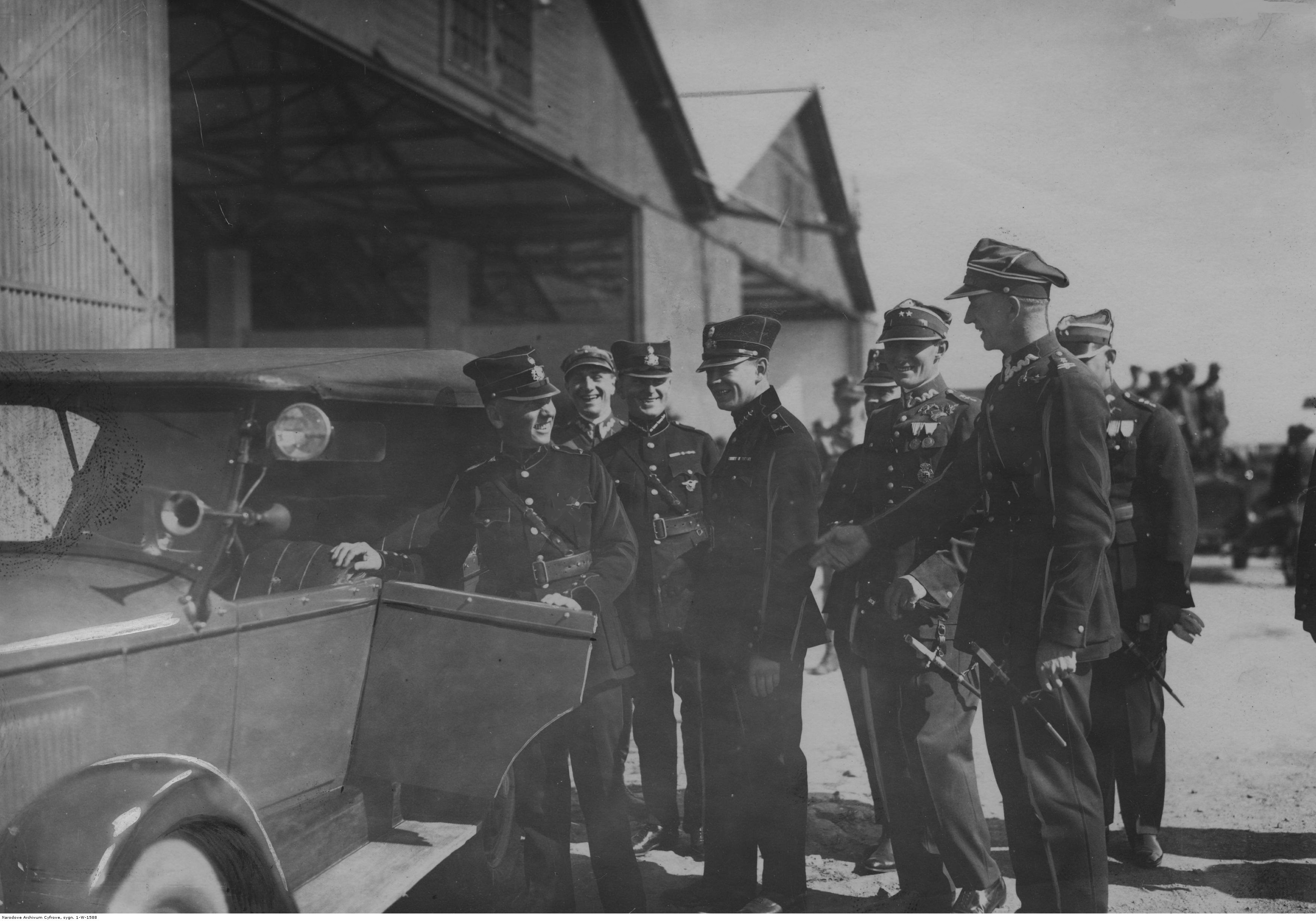
Wizyta łotewskich lotników w 5 pułku lotniczym w Lidzie. Płk Piotr Abakanowicz (1 z prawej) żegna wsiadającego do samochodu dowódcę łotewskiego

W latach 1921–1930 pełnił wiele odpowiedzialnych funkcji, m.in. kierował  Wyższą Szkołą Lotniczą w Grudziądzu. 26 lipca 1923 roku Minister Spraw Wojskowych zezwolił mu korzystać tytularnie ze stopnia podpułkownika.
5 listopada 1924 roku otrzymał przeniesienie z 3 do 4 pułku lotniczego w Toruniu na stanowisko zastępcy dowódcy pułku. 1 grudnia 1924 roku awansował na podpułkownika ze starszeństwem z 15 sierpnia 1924 roku i 5. lokatą w korpusie oficerów aeronautycznych. Z dniem 1 kwietnia 1925 roku został przeniesiony do 3 pułku lotniczego w Poznaniu na stanowisko zastępcy dowódcy pułku. 12 stycznia 1927 roku został przeniesiony do Oddziału Służby Lotnictwa w Poznaniu-Sołaczu na stanowisko dowódcy. 31 października 1927 roku powierzono mu pełnienie obowiązków dowódcy 11 pułku myśliwskiego w Lidzie. 14 lipca 1928 roku dowodzony przez niego oddział został przeformowany w 5 pułk lotniczy. 6 lipca 1929 roku został zatwierdzony na stanowisku dowódcy 5 pułku lotniczego. 23 grudnia 1929 roku został przeniesiony na stanowisko dowódcy Batalionu Lotnictwa w Poznaniu. 18 czerwca 1930 roku został „zwolniony z zajmowanego stanowiska i pozostawiony bez przynależności służbowej z równoczesnym oddaniem do dyspozycji dowódcy Okręgu Korpusu Nr VII”. W 1930 roku z powodów zdrowotnych (przeżył dwie katastrofy lotnicze) został przeniesiony do rezerwy. Być może na ten stan zaważyły inne względy – Abakanowicz krytycznie odnosił się do niektórych decyzji władz lotnictwa wojskowego (m.in. stanu technicznego sprzętu lotniczego). Wiadomo też, że ówczesne władze wojskowe pomijały go w awansach. W 1934 roku pozostawał w ewidencji Powiatowej Komendy Uzupełnień Poznań Miasto. Posiadał przydział mobilizacyjny do Oficerskiej Kadry Okręgowej Nr VII i był przewidziany do dyspozycji dowódcy Okręgu Korpusu Nr VII.
Nie wziął udziału w wojnie obronnej 1939 roku – gdy dotarł na wyznaczone lotnisko, okazało się, że jest ono już zniszczone przez samoloty niemieckie.
Podczas okupacji niemieckiej w czasie II wojny światowej związany był z Narodowymi Siłami Zbrojnymi, używał pseudonimów Barski, Grey i Grządziel. Po rozłamie w organizacji na tle scalenia z Armią Krajową pozostał w szeregach NSZ-ZJ. Od czerwca do sierpnia 1944 roku pełnił funkcję komendanta Okręgu VI NSZ obejmującego powiat warszawski. Od października 1944 roku był szefem sztabu NSZ. W styczniu 1945 roku otrzymał awans do stopnia pułkownika NSZ oraz funkcję komendanta Obszaru Południe NSZ.

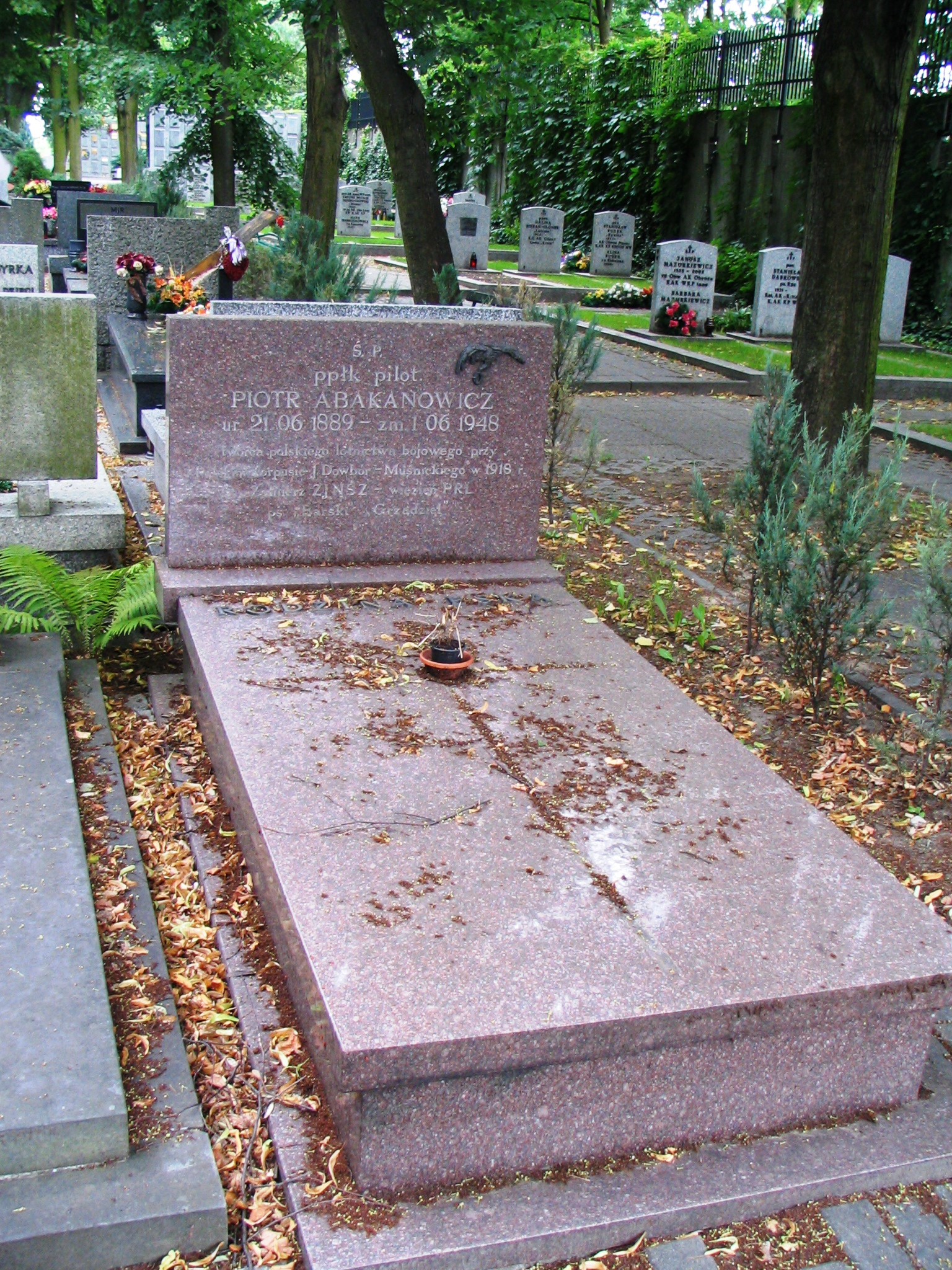
Grób ppłk Piotra Abakanowicza na Cmentarzu Wojskowym na Powązkach w Warszawie, 23 lipca 2008

W październiku 1945 roku został aresztowany przez Urząd Bezpieczeństwa, a następnie w procesie przed Wojskowym Sądem Rejonowym w więzieniu na Mokotowie został skazany na karę śmierci. Kara śmierci została zamieniona na karę dożywotniego więzienia, a w 1947 roku zmniejszono mu karę do 15 lat więzienia. Zmarł 1 czerwca 1948 roku w więzieniu we Wronkach po pobiciu przez funkcjonariuszy aparatu bezpieczeństwa. Relacje świadków są sprzeczne, jako przyczynę śmierci podawano również samobójstwo.
W czerwcu 1991 roku prochy ppłk. Abakanowicza zostały ekshumowane z kwater więziennych cmentarza we Wronkach. Powtórny pogrzeb odbył się w asyście Kompanii Reprezentacyjnej Wojska Polskiego na Cmentarzu Wojskowym na Powązkach w Warszawie (kwatera 18C-1-15).

## Awanse
- 06.08.1912 – podporucznik armii (starszeństwo od 06.08.1911)
- 09.08.1913 – podporucznik gwardii (starszeństwo od 06.08.1912)
- 01.08.1916 – porucznik (starszeństwo od 19.07.1915)
- 06.12.1916 – sztabskapitan (starszeństwo od 19.01.1916)
- 19.04.1917 – kapitan (starszeństwo od 19.01.1917)[2]

## Ordery i odznaczenia
- Krzyż Srebrny Orderu Virtuti Militari (1921)
- Krzyż Komandorski Orderu Odrodzenia Polski (pośmiertnie, 25 lipca 1994)[25]
- Krzyż Narodowego Czynu Zbrojnego)[26]
- Polowa Odznaka Pilota
- łotewska Odznaka Lotnicza (1929)[27]

- 07.05.1915 – Order Świętego Stanisława II stopnia z mieczami;
- 20.05.1915 – Order Świętej Anny III stopnia z mieczami i łukiem;
- 26.05.1915 – Order Świętej Anny IV stopnia z napisem Za odwagę;
- 19.11.1915 – Order Świętego Stanisława III stopnia z mieczami i łukiem;
- 24.03.1917 – Order Świętej Anny II stopnia[2] .